# Paolisi
Paolisi község (comune) Olaszország Campania régiójában, Benevento megyében.

## Fekvése
A megye déli részén fekszik, 35 km-re északkeletre Nápolytól, 20 km-re délnyugatra a megyeszékhelytől. Határai: Airola, Arpaia, Roccarainola és Rotondi.

## Története
A település valószínűleg az ókori szamnisz város, Pauna helyén alakult ki. Első említése a 9. századból származik. Előbb a Monte Cassinó-i apátság birtoka volt, majd következő századokban nemesi birtok. A 19. század elején, amikor a Nápolyi Királyságban felszámolták a feudalizmust előbb Caserta megyéhez tartozott, majd 1861-től Beneventóhoz.

## Népessége
A népesség számának alakulása:

## Főbb látnivalói
- Sant’Andrea Apostolo-templom
- San Tommaso-templom